# Línia A1 de l'Aerobús de Barcelona

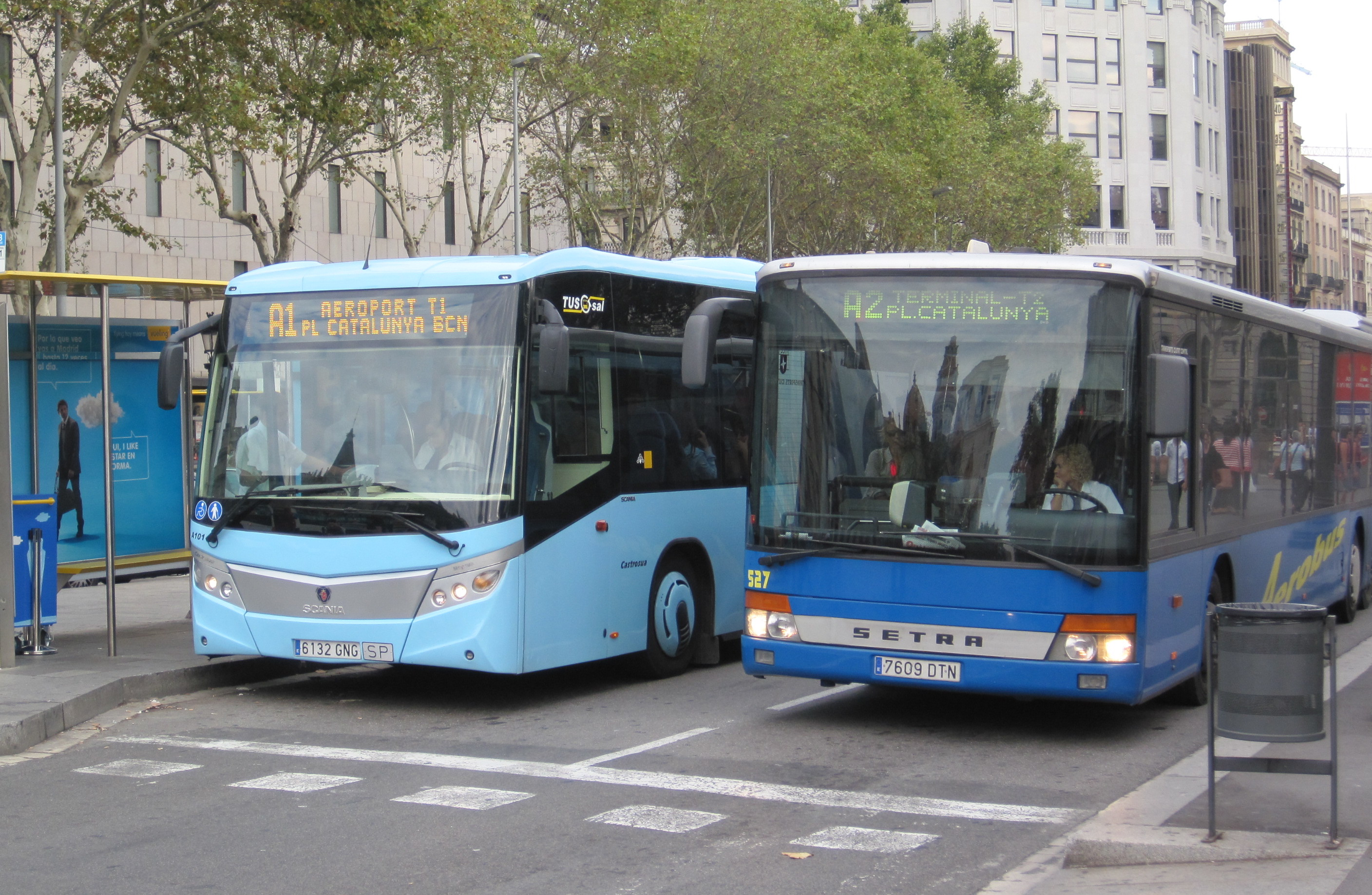
A l'esquerra, vehicle de la línia A1 de l'Aerobús.

La línia A1 és una línia d'autobús llançadora i interurbà que pertany a la xarxa d'Aerobús de Barcelona i que connecta de manera directa el centre de la ciutat comtal amb la Terminal 1 de l'Aeroport de Barcelona - el Prat.
L'any 2015 la línia A1 va transportar 3.79 milions de persones dels prop de 40 milions de passatgers que van passar per l'aeroport aquell any. Aquest elevat volum d'afluència va comportar que l'Àrea Metropolitana de Barcelona licités un nou concurs per al 2017, any de finalització de la concessió a l'empresa operadora SMGT perquè l'horari del mateix es prorrogués les 24 hores.

## Recorregut
| Codi parada TMB/AMB | Nom de la parada               | Ubicació                                      | Correspondències | Enllaços |
| ------------------- | ------------------------------ | --------------------------------------------- | ---------------- | -------- |
| 104992              | Pl. Catalunya - Andana Central | PL. Catalunya Corte Inglés-Andana Central     |                  |          |
| 109046              | Sepúlveda - Comte d'Urgell     | Sepúlveda (Comte d'Urgell-Comte Borrell)      | A2               |          |
| 103630              | Pl. Espanya - Creu Coberta     | Pl. Espanya (Illa Devant de Creu Coberta)     | A2               |          |
| 109209              | Aeroport T1 - Sortides         | Aeroport (Terminal T1-Sortides vols línia A1) |                  |          |
| 109207              | Aeroport T1 - Arribades        | Aeroport (Terminal T1 A1)                     |                  |          |

| Codi parada TMB/AMB | Nom de la parada         | Ubicació                                    | Correspondències                                                                   | Enllaços |
| ------------------- | ------------------------ | ------------------------------------------- | ---------------------------------------------------------------------------------- | -------- |
| 109207              | Aeroport T1 - Arribades  | Aeroport (Terminal T1 A1)                   |                                                                                    |          |
| 003247              | Gran Via - Pl Espanya    | Espanya, 1                                  | 13 91 H12 H16 52 L95 X95 N1 N13 N14 N15 N16 N17 N2 N18 N28 N20 A2                  |          |
| 109208              | Gran Via - Comte Borrell | Gran Via C. C. (Comte Borrell-Comte Urgell) | L95 X95 N1 N13 N14 N15 N16 N17 N2 N18 N28 N20 A2                                   |          |
| 1075                | Pl Universitat           | Universitat, 8                              | 54 59 H12 V13 52 X1 L95 X95 N1 N12 N13 N14 N15 N16 N17 N2 N3 N8 N18 N28 N20 N23 A2 |          |

## Horaris
| A1            | Primer servei  | Primer servei      | Darrer servei  | Darrer servei      |
| A1            | A: Terminal T1 | A: Plaça Catalunya | A: Terminal T1 | A: Plaça Catalunya |
| Tots els dies | 05:00          | 05:35              | 00:30          | 01:05              |